# 工布江达县
工布江达县（藏語：ཀོང་པོ་རྒྱ་མདའ་རྫོང་།，威利转写：kong po rgya mda' rdzong，藏语拼音：Gongbo'gyamda Zong）是中华人民共和国西藏自治区林芝市下属的一个县，原为西藏噶厦政府设置的工布江达宗。藏语中意思是“凹地大谷口”。

## 行政区划
工布江达县下辖3个镇、6个乡：
工布江达镇、金达镇、巴河镇、朱拉乡、错高乡、仲莎乡、江达乡、娘蒲乡和加兴乡。

## 人口
根據第七次人口普查數據，截至2020年11月1日零時，工布江達縣常住人口為32874人。

## 交通
- 雅叶高速、 318国道过境。